# دروغ‌ها (فیلم)
دروغ‌ها  (به انگلیسی: Lies) فیلمی ۱۱۱ دقیقه‌ای به کارگردانی جنگ سون-وو با بازی لی سانگ-هیون است.